# 石浦神社
石浦神社（いしうらじんじゃ）は、石川県金沢市本多町に鎮座する神社。旧社格は県社。創建時の名称は「三輪神社」。『延喜式神名帳』加賀国加賀郡の小社「三輪神社」に比定される式内社論社で、金沢市最古の神社であるともされる。

## 祭神
- 大物主大神
- 大山咋大神
- 菊理媛大神（別名、白山比咩大神）
- 天照皇大御神
- 天児屋根大神（別名、春日大神）
- 市杵島姫大神
- 誉田別大神（別名、八幡大神）

## 由緒
越前国加賀郡に住む三輪の氏子が奈良時代に居住地に社祠を建て、大和国大神神社の神霊である大物主大神を勧請し「三輪神社」と号したのが起源であるとか、聖武天皇の天平11年（739年）5月に勅をもって創建したとか、花山天皇の勅をもって創建した、あるいは養老年中（717 – 723年）に松浦氏の女性が大和国の長谷観音を勧請して創建した加賀石浦の長谷観音堂が前身であるなどと伝承されている。このように諸説があるが、古来より加賀郡石浦郷七ヶ村の総社として崇敬を集め、延喜の制で加賀郡13座中の「三輪神社」に列した式内社であるとされる。
やがて本地垂迹説による神仏習合の思想が起こるに及んで、当社に勧請した大物主大神が近江国日吉神社の神と同体であるので、当社を「石浦山王」、或いは「地主権現」と称した。また、大神神社の神宮寺である大御輪寺の本尊が十一面観音である関係から、本社の本地仏も十一面観音とし、「大和国長谷観音」と号し、寛永年間（1625 – 1643）末には、「長谷山慈光院」と改め、別当社僧が奉仕していた。創建当初（奈良時代）の社地は、下石浦村（今の長町3番丁辺り）の地で、江戸時代の藩士（浅香氏・由比氏）の邸地の一区域とも、西外惣構堀藪ノ内の藩士高畠石見守の旧邸があったとも伝えられ、室町時代にはここに大きな社殿があった。天正8年（1580年）、佐久間盛政が加賀一向一揆の拠点である金沢御坊を攻略した時、兵火に遭いことごとく焼失した。その時、神体と仏像を合祀していたが、本地仏十一面観音は小立野の山崎村の愛宕社に安置し、その後、卯辰山の観音院に移した。慶長6年（1601年）、加賀藩2代藩主前田利長から本多町に社地600余歩を賜り、翌年3月29日、一向一揆の首領であった山本若狭守家芸が拠点としていたといわれる上石浦村（現在の下本多町3番丁）の旧石浦砦跡地に社殿を再興し、ようやく石浦村に帰座した。元和元年（1615年）、この地が藩老本多安房守政重の下屋敷となった際に邸地内に編入された。寛保3年（1743年）12月には、社地170歩が加増され、770余歩となった。
『国事雑抄』所収の寛延2年（1709年）2月、慈光院より宝幢寺宛の文書には、「当社者山王権現惣本地薬師如来・客人大明神（菊理媛神）本地十一面観音・市姫宮（市杵島姫神）本地如意輪観音、右之三尊者往古天平年中より安置仕候」とある。氏子地域は、石浦郷七ヶ村（石浦村、笠舞村、保島村、朱免野村、木新保村、今市村、山崎村）で、現在の武蔵ヶ辻付近から犀川の左岸に至る広大な地域であった。このように、当社は金沢城地の産土の神として、また城の鎮守神として歴代の加賀藩主の崇敬も厚く、2代藩主利長は社殿を再建、5代藩主綱紀の時は妻女の出産に際し安産を祈願し、以来安産の神としても人々から厚く信仰されている。藩老五万石の本多氏も、当社が元は下屋敷地内にあったために祈祷所となし、初代政重が寛永18年（1641年）3月に200両を当社に寄進したのをはじめ、2代政長・6代政行・8代政礼らが社殿の再建・造営を行うなど、同家から格別の崇敬・報賽を受けている。 元来、当社は三輪神社として大神神社の主祭神、大物主大神を奉斎してきたが、本地仏である十一面観音に圧倒され慈光院（俗称ジクイン）の俗称により世人からは寺院として知られ、三輪神社の社号を潜称して、式内社にしようとする神社も出現した。しかし、当社が延喜式内社三輪神社であることは、承応2年（1653年）6月26日書写の『加賀国式内等旧社記』に「三輪神社、式内一座石浦郷石浦村鎮座称石浦山王石浦郷七箇村惣社今属石川郡也」と記されていることからも明らかであるとされる。
旧藩時代、石浦山王・地主権現・慈光院などと呼称され、親しまれて来た当社も、明治維新の神仏分離令により、明治元年（1868年）12月、氏子地の石浦の郷名をとって「石浦神社」と改称し、同13年9月、下本多町から広坂通り112番地の現住所に移転した。

## 祭事
- 10月2日 10時：例祭

年間50を超える祭（大祭・中祭・小祭）がある。また、2020年の節分前夜祭には石浦神社と同姓の大相撲力士石浦が招かれている。

## 石碑
参道横には1921年に「石浦神社」の石碑が建てられた。2021年、「石浦神社」の石碑の隣に創建時の名前を刻んだ「三輪神社」の石碑が建てられた。

## 101鳥居

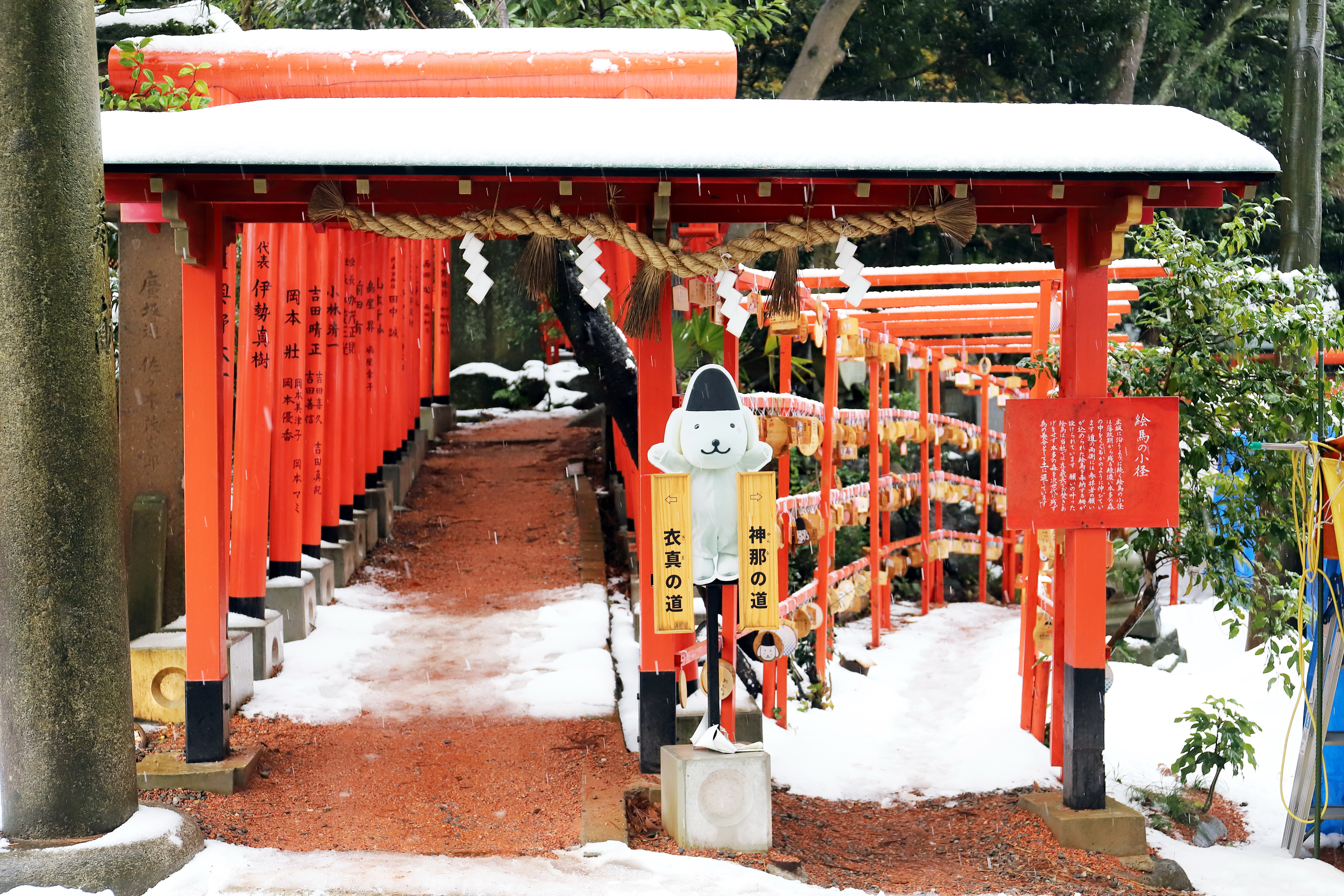
101鳥居

石浦神社では、境内北側に101基の鳥居を2019年に建立した。通称は「101鳥居」で、令和改元と新天皇徳仁の即位を記念して同年7月から半年かけて整備された。散策道は約50mあり夜間にはライトアップもされる。これがInstagramなどのSNSでの話題ともなっている。

## 交通
バス
- 北鉄バス 広坂・21世紀美術館バス停下車
- 金沢ふらっとバス（菊川ルート） 21世紀美術館バス停下車

## 周辺情報
- 兼六園
- 金沢21世紀美術館
- 石川県政記念しいのき迎賓館
- 金沢城